# Copa Constitució 2024
La Copa Constitució 2024 va ser la 32a edició de la Copa d'Andorra de futbol. Els guanyadors es van classificar per a la primera ronda de classificació de la Conference League 2024–25.
La UE Santa Coloma va guanyar la copa el 26 de maig de 2024 (la seva quarta victòria de la Copa Constitució), després de derrotar el FC Pas de la Casa per 1-0 a la final. Com que ja es van classificar per la Conference League segons la seva posició a la lliga, el lloc com a campió va passar al tercer classificat de la Primera Divisió 2023-24.

## Primera ronda
Sis clubs de la Primera Divisió 2023–24 van entrar a la primera ronda; la resta de clubs de Primera Divisió i un club de la Segona Divisió 2023–24 (Rànger's) van rebre byes.
| Equip 1             | Marcador            | Equip 2             |
| 14 de gener de 2024 | 14 de gener de 2024 | 14 de gener de 2024 |
| ------------------- | ------------------- | ------------------- |
| Esperança (1)       | 1–2                 | Atlètic Amèrica (1) |
| Penya Encarnada (1) | 2–2 (prò.) (4–3 p)  | FC Santa Coloma (1) |
| Carroi (1)          | 2–3                 | UE Santa Coloma (1) |

## Quarts de final
Els tres guanyadors de la primera ronda i els cinc clubs a qui s'acomiada de la primera volta van entrar als quarts de final.
| Equip 1                   | Marcador           | Equip 2                     |
| 16 de març de 2024        | 16 de març de 2024 | 16 de març de 2024          |
| ------------------------- | ------------------ | --------------------------- |
| Ordino (1)                | 1–1 (prò.) (3–4 p) | Pas de la Casa (1)          |
| 17 de març de 2024        |                    |                             |
| UE Santa Coloma (1)       | 1–0                | Penya Encarnada (1)         |
| Inter Club d'Escaldes (1) | 1–0                | Atlètic Amèrica (1)         |
| Rànger's (2)              | 0–4                | Atlètic Club d'Escaldes (1) |

## Semifinals
Els quatre guanyadors dels quarts de final van entrar a les semifinals.
| Equip 1                     | Marcador           | Equip 2             |
| 24 d'abril de 2024          | 24 d'abril de 2024 | 24 d'abril de 2024  |
| --------------------------- | ------------------ | ------------------- |
| Inter Club d'Escaldes (1)   | 3–3 (prò.) (3–4 p) | Pas de la Casa (1)  |
| 25 d'abril de 2024          |                    |                     |
| Atlètic Club d'Escaldes (1) | 0–1                | UE Santa Coloma (1) |

## Final
La final es va celebrar entre els dos guanyadors de la semifinal.
| UE Santa Coloma | 1–0 (pr.) | Pas de la Casa |
| --------------- | --------- | -------------- |
| Chouaib 117'    |           |                |